# Болтон-Пол P.3
Болтон-Пол P.3 (енгл. Boulton-Paul P.3 Bobolink) је ловачки авион направљен у Уједињеном Краљевству. Авион је први пут полетео 1918. године. 

Највећа брзина у хоризонталном лету је износила 201 km/h. Размах крила је био 8,84 метара а дужина 6,10 метара. Маса празног авиона је износила 557 килограма а нормална полетна маса 904 килограма.

## Наоружање
| Наоружање авиона: Болтон-Пол   |                                                     |
| Ватрено (стрељачко) наоружање  |                                                     |
| Топ                            |                                                     |
| Митраљез                       |                                                     |
| Број и ознака митраљеза        | 2 синх. Викерс, опционо још 1 Луис над центропланом |
| Калибар                        | 7,7                                                 |
| Бомбардерско наоружање (бомбе) |                                                     |
| Ракетно наоружање (ракете)     |                                                     |